# Alamor
Alamor és una localitat al cantó Puyango, província de Loja, Equador. És l'extrem sud-occidental de la província de Loja. Alamor limita al nord amb el cantó Paltas i la província d'El Oro, al sud amb els cantons de Celica i Pindal, a l'est amb part de Celica i Paltas i a l'oest amb Zapotillo i la república del Perú.

## Geografia
Puyango té sis parròquies: Una urbana (Alamor, capital cantonal) i cinc rurals: Vicentino, Mercadillo, El Limo, Ciano i El Arenal. Alamor és a 214 km de la capital provincial i 140 km de la ciutat de Machala.
Latitud 4´02´
Longitud 80´01´W
Altura 1380 m sobre el nivell del mar
Temperatura mitjana 18º C
Superfície 643 km²
Població 16.804 habitantsPuyango gaudeix d'un clima temperat, càlid humit. En les parts baixes la temperatura aconsegueix els 26 °C, i en les parts de serralada la temperatura fluctua entre els 14 °C i 18 °C
Dues serralades sobresurten al territori: La de Alamor i la de los Obreros en la qual predominen el Cerro Negro i Curiachi. La serralada de El Limo es divideix en les branques: Canoes, Puerto Nuevo, Banderones, Gentil i Achiral.
El riu Puyango, el més cabalós, serveix de límit amb El Oro i Perú, desemboca en l'oceà Pacífic amb el nom de riu Tombis; el riu Alamor neix als contraforts de la serralada de Guachanamá, en el seu recorregut passa pels cantons Pindal i Zapotillo i diposita les seves aigües a l'Oceà Pacífic, a més tenim importants rierols com Ingenio, Cochurco i Shoa (Tunima).
Els principals productes són el cafè, blat de moro, banana, canya per treure panela o aiguardent, també s'hi cultiven cítrics; taronges, llimones i altres fruites tropicals. En l'aspecte ramader, el boví, porcí, equí i aviram.

## Símbols
Escut Està dividit en quatre quarters, en ells es destaquen; el riu Puyango, el sol, la bandera del cantó, eines de llaurar i la ramaderia bovina. En la part exterior tenim una branca de cafè i una planta de blat de moro, principals productes agrícoles de la zona i un llaç on va el seu nom i la data de creació del cantó

Bandera Comprèn tres franges horitzontals d'una mateixa dimensió, els seus colors són: groc en la part superior, verd al centre i blanc en la part inferior.
Himne El Dr. Luís Antonio Aguirre rector de Alamor és l'autor de l'himne a la parròquia Alamor.

L'escut i la bandera de Puyango, van ser aprovats en sessió solemne del 23 de gener de 1966. En 1979 el Dr. Marcelo Reyes Orellana, escriu la lletra de l'actual himne a Puyango que va ser oficialitzat per la càmera de edils el 3 de desembre de 1989.

## Festes cíviques i religioses
- 23 de gener, aniversari de la creació del cantó de Puyango.
- 16 de juliol, festa comercial i religiosa en homenatge a la Verge del Carmen.
- 15 d'agost, festa comercial i religiosa en homenatge a la Verge de l'Asunción.
- 14 de setembre festa comercial i religiosa en honor de Nostre Senyor de Girón, en Mercadillo.
- 8 de desembre, festa comercial i religiosa en honor de la Immaculada Concepció